# You & Me
《You & Me》是日本聲優田村由香里的第16張單曲，由國王唱片於2009年12月16日發行，商品編號為KICM-1297。

## 概要
- 此單曲是自推出Tomorrow單曲近一年內首張單曲，也是連續兩個月推出單曲計畫中的第一張單曲。
- 此單曲內的3首歌曲均是廣告歌曲或節目主題曲，是田村推出單曲唱片以來的首次。
- A面曲《You & Me》邀請了m.o.v.e的饒舌歌手瀨川素公（motsu）客串，而motsu亦於歌曲的音樂錄影帶客串。
- 初回限定版採用Digipak包裝。
- 從此單曲起，KING RECORDS不再把音樂錄影帶完全版與初回限定版綑綁發售，改為在網上限時公開發布。
  - 公佈日程：
    - Oh!sama TV：2009年12月4日－2009年12月11日
    - GyaO！音樂：2009年12月7日－2010年1月7日

  - 原本音樂錄影帶的服飾是帶有高科技的感覺，但在調整服飾期間不知何時卻變成現時像聖誕服飾的版本[2]。
  - 顧慮到部分支持者可能不喜歡田村與男歌手同場的畫面，兩人在音樂錄影帶中出現的場景是在完全不同的[3]。

## 收錄曲目
1. You & Me [4:03] （ feat. motsu from m.o.v.e）
作詞：羽月美久 Rap Lyrics：motsu 作曲、編曲：小松一也
  - TBS片頭曲
2. [5:14]
作詞： 作曲、編曲：太田雅友
  - 《Good Smile Company》廣告歌
3. Super Special Smiling Shy girl [3:35]
作詞： 作曲、編曲：太田雅友
  - 文化放送片頭曲（2009年11月 - ）
  - Oh!sama TV片頭曲（#126〜）